# Tatarstan Open
Il Tatarstan Open è stato un torneo di tennis che si disputava sul cemento. Il torneo si è giocato a Kazan' in Russia dal 2010 al 2013.

## Albo d'oro

### Singolare
| Anno                | Campionessa        | Finalista          | Punteggio        |
| ------------------- | ------------------ | ------------------ | ---------------- |
| 2013                | Anna-Lena Friedsam | Marta Sirotkina    | 6–2, 6–3         |
| 2012                | Kateryna Kozlova   | Tara Moore         | 6–3, 6–3         |
| 2011                | Julija Putinceva   | Caroline Garcia    | 6–4, 6–2         |
| ↑ ITF 50K+H event ↑ |                    |                    |                  |
| 2010                | Anna Lapuščenkova  | Vitalija D'jačenko | 6–1, 2–6, 7–6(4) |
| ↑ ITF 50K event ↑   |                    |                    |                  |

### Doppio
| Anno                | Campionesse                           | Finaliste                            | Punteggio           |
| ------------------- | ------------------------------------- | ------------------------------------ | ------------------- |
| 2013                | Valentina Ivachnenko Kateryna Kozlova | Başak Eraydın Veronika Kapšaj        | 6–4, 6–1            |
| 2012                | Valentina Ivachnenko Kateryna Kozlova | Ljudmyla Kičenok Nadežda Kičenok     | 6–4, 6(6)–7, [10–4] |
| 2011                | Ekaterina Ivanova Andreja Klepač      | Vitalija D'jačenko Aleksandra Panova | Walkover            |
| ↑ ITF 50K+H event ↑ |                                       |                                      |                     |
| 2010                | Kacjaryna Dzehalevič Lesja Curenko    | Albina Khabibulina Ksenia Palkina    | 6–2, 6–3            |
| ↑ ITF 50K event ↑   |                                       |                                      |                     |